# Sötét árvák
A Sötét árvák (eredeti cím: Orphan Black) egy kanadai sci-fi televíziós sorozat, amit Graeme Manson és John Fawcett alkotott. A sorozatot 2013. március 30-án mutatták be Kanadában a Space-en, az Egyesült Államokban pedig a BBC America-n. A sorozatból öt évad készült, az utolsó rész 2017. augusztus 12-én került adásba.

## Cselekmény
A történet azzal kezdődik, hogy egy Sarah Manning nevű fiatal nő hosszú távollét után visszatér, hogy újra felvegye a kapcsolatot rég nem látott kislányával, ám a pályaudvaron sokkoló élményben van része: szemtanúja lesz, ahogy a vonat elé veti magát egy nő, aki nem csupán hasonlít rá, de pontosan úgy néz ki, mint ő. Hamarosan kiderül, hogy Beth Childs rendőrnyomozó csak egyike azoknak a "klónoknak", akik egy titkos kísérlet eredményeképp születtek meg. Az egymást követő epizódok során kiderül, hogy több "klón" is él vagy élt, akad köztük kertvárosi anya, ukrán sorozatgyilkos, leszbikus genetikus, hűvös cégvezető, szőke manikűrös, stb. Sarah felveszi Beth személyazonosságát, hogy a dolgok végére járjon, ám akadnak néhányan, akik mindenáron titokban akarják tartani a nagyszabású projekt részleteit.
A cselekmény kibontakozása során egyre több fény derül arra, hogy miért hozták létre őket.
Sarah csak azért vette fel Beth személyazonosságát, hogy hozzáférjen a hasonmása bankszámlájához, mert azt tervezte, hogy a pénzből majd új életet kezd. Csakhogy Beth rendőr volt, ezért neki is el kellett játszania ezt a szerepet, ráadásul éppen egy rázós ügy kellős közepébe csöppen, ezért Beth társa elkobozza tőle a pénzt, míg az ügy véget nem ér. Azonban ezalatt Sarah teljesen belebonyolódik a szerepébe, és a többi hasonmással is kapcsolatot épít ki, mert ők azt hiszik róla, hogy ő Beth. Először találkozik a német hasonmásával, akit a szeme láttára gyilkol meg Helena, aki öli a többi klónt, mert éveken át olyan gondolatokat ültettek belé, hogy minden hasonmást meg kell ölnie. Ezután Sarah kapcsolatba kerül Alison-al és Cosimával, akiktől még több információhoz jut.
A klónokat egy neolúcióval foglalkozó tudós, Dr. Aldous Leekie felügyeli, aki minden klón mellé rakott egy figyelőt is, akiknek az a feladata, hogy minden apró változásról tájékoztassák Leekie-t. Egy idő után azonban a klónok rájönnek, hogy valaki figyeli őket, ezért próbálják lebuktatni a figyelőt. De ez egy bonyolult dolog, mert a figyelők már évekkel/évtizedekkel ezelőtt beépültek a klónok életébe.

## Szereplők

### Főszereplők
| Színész             | Szerep       | Magyar hang            |
| ------------------- | ------------ | ---------------------- |
| Tatiana Maslany     | Sarah        | Bogdányi Titanilla     |
| Jordan Gavaris      | Félix        | Pálmai Szabolcs        |
| Maria Doyle Kennedy | Siobhan      | Szórádi Erika          |
| Kristian Bruun      | Donnie       | Horváth-Töreki Gergely |
| Kevin Hanchard      | Bell nyomozó | Maday Gábor            |
| Skyler Wexler       | Kira         | Gyarmati Laura         |
| Dylan Bruce         | Paul         | Posta Victor           |
| Evelyne Brochu      | Delphine     | Mezei Kitty            |
| Michael Mando       | Vic          | Nagy Dániel Viktor     |
| Matt Frewer         | Dr. Leekie   | Barbinek Péter         |

### Klón testvérek (Léda projekt)
| Színész         | Szerep                                       | Magyar hang        |
| --------------- | -------------------------------------------- | ------------------ |
| Tatiana Maslany | Sarah Manning/Helena testvére)               | Bogdányi Titanilla |
| Tatiana Maslany | Elizabeth "Beth" Childs/rendőrnyomozó)       | Bogdányi Titanilla |
| Tatiana Maslany | Alison Hendrix/Háziasszony, labdarúgóedző    | Bogdányi Titanilla |
| Tatiana Maslany | Cosima Niehaus/Tudós)                        | Bogdányi Titanilla |
| Tatiana Maslany | Helena/testvére Sarah-nak)                   | Bogdányi Titanilla |
| Tatiana Maslany | Rachel Duncan/A Dyad Intézet vezérigazgatója | Bogdányi Titanilla |
| Tatiana Maslany | "MK"                                         | Bogdányi Titanilla |
| Tatiana Maslany | Tony Sawicki/Transznemű klón                 | Bogdányi Titanilla |
| Tatiana Maslany | Krystal Goderitch/Manikűrös                  | Bogdányi Titanilla |

### Klón testvérek (Kasztór projekt)
| Színész    | Szerep       | Magyar hang   |
| ---------- | ------------ | ------------- |
| Ari Millen | Mark Rollins | Baráth István |

## Elismerések
- Primetime Emmy-díj 2016 - Kiemelkedő színésznő díj: Tatiana Maslany
- People’s Choice Awards 2016 - Kedvenc Sci-Fi/Fantasy sorozat jelölés
- Satellite Award 2016 - Legjobb drámasorozat jelölés
- Satellite Award 2015 - Legjobb színésznő jelölés: Tatiana Maslany
- Golden Globe-díj 2014 - Legjobb színésznő jelölés: Tatiana Maslany[2]

## Magyar változat
A szinkront az RTL Spike megbízásából a LaborFilm Stúdió készítette.
Magyar szöveg: Jánosi Emese
Hangmérnök és vágó: Papp Zoltán István, Hegyessy Ákos
Gyártásvezető: Szőke Szilvia
Szinkronrendező: Gaál Erika

## Epizódok
| Évad | Évad | Részek száma | Részek száma | Eredeti sugárzás  | Eredeti sugárzás    | Eredeti adó | Magyar sugárzás   | Magyar sugárzás     | Magyar adó |
| Évad | Évad | Részek száma | Részek száma | Évadbemutató      | Évadzáró            | Eredeti adó | Évadbemutató      | Évadzáró            | Magyar adó |
| ---- | ---- | ------------ | ------------ | ----------------- | ------------------- | ----------- | ----------------- | ------------------- | ---------- |
|      | 1.   | 10           | 10           | 2013. március 30. | 2013. június 1.     | BBC America | 2016. december 2. | 2017. február 3.    | RTL Spike  |
|      | 2.   | 10           | 10           | 2014. április 19. | 2014. június 21.    | BBC America | 2017. február 10. | 2017. április 14.   | RTL Spike  |
|      | 3.   | 10           | 10           | 2015. április 18. | 2015. június 20.    | BBC America | 2017. április 21. | 2017. június 23.    | RTL Spike  |
|      | 4.   | 10           | 10           | 2016. április 14. | 2016. június 16.    | BBC America | 2017. június 30.  | 2017. szeptember 1. | RTL Spike  |
|      | 5.   | 10           | 10           | 2017. június 10.  | 2017. augusztus 12. | BBC America | n. a.             | n. a.               | n. a.      |